# Senza
SENZA é um grupo de música portuguesa inspirado em viagens. É formado pelos músicos Catarina Duarte e Nuno Caldeira.

## História

### Origem do nome
O nome tem origem num dos instrumentos usados no álbum de estreia. Trata-se de um idiofone de origem africana, também denominado de kisanji.

### Estreia
O disco Praia da Independência, um disco Antena 1, foi lançado em Fevereiro de 2016 e estreado no Festival da Lusofonia de Goa .
O álbum tem a participação de Joaquim Teles (Quiné), Miguel Calhaz, e do escritor de viagens Gonçalo Cadilhe

## Discografia
Álbuns de estúdio
- Praia da Independência (2016)
- Antes da Monção (2018)

Singles
- Sozinha no Mundo (feat. Carlão) (2020)